# San Sebastián, Las Margaritas
San Sebastián är en ort i Mexiko.   Den ligger i kommunen Las Margaritas och delstaten Chiapas, i den sydöstra delen av landet, 900 km öster om huvudstaden Mexico City. San Sebastián ligger 539 meter över havet och antalet invånare är 111.
Terrängen runt San Sebastián är huvudsakligen kuperad. San Sebastián ligger nere i en dal. Runt San Sebastián är det ganska glesbefolkat, med 30 invånare per kvadratkilometer. Närmaste större samhälle är Francisco Villa, 1,9 km nordväst om San Sebastián. I omgivningarna runt San Sebastián växer i huvudsak städsegrön lövskog.